# ناوشکن کلاس عرب
‏ناوشکن کلاس ‏‏عرب‏‏ (به انگلیسی: Arabe-class destroyer) گروهی متشکل از دوازده ‏‏ناوشکن‏‏ بودند که در طول ‏‏جنگ جهانی اول‏‏ برای ‏‏نیروی دریایی فرانسه‏‏ ساخته شده بودند. این ناوشکن ها در ‏‏ژاپن‏‏ ساخته شده و به فرانسه تحویل داده شدند و در این کشور با توجه به اقوام مختلف نامگذاری شدند.